# Gaston Leval
Gaston Leval, nom de guerra de Robert Pillar (Saint-Denis, 20 d'octubre de 1895 - Saint-Cloud, 8 d'abril de 1978), fou un anarcosindicalista francès, combatent i historiador de la Revolució social espanyola de 1936.
Fill d'un comunard francès, Leval va fugir a Espanya el 1915 per evadir el servei militar durant la Primera Guerra Mundial. Una vegada allí va ingressar al sindicat anarquista CNT. El 1921 fou nomenat delegat de la CNT en el Congrés de Moscou de la Tercera Internacional. Leval es va retirar a l'Argentina durant la dictadura de Primo de Rivera, on viuria de 1924 a 1936, i hi treballà com a periodista i professor de francès. Retornà a Espanya per documentar la revolució i les col·lectivitats anarquistes urbanes i rurals. El 1938 va tornar a França, on fou condemnat a quatre anys de presó militar per evadir-se del reclutament forçós. Aconseguí escapar-se de la Central de Clairvaux l'agost de 1940, després de dos anys de confinament.
El desembre de 1953 participà en la reconstitució de la Fédération Anarchiste. També fundà la revista Les Cahiers du socialisme libertaire l'octubre de 1955. Durant el maig de 1968 va defensar les seves posicions llibertàries i va contactar amb l'oposició antifranquista espanyola.
Proposa una "interpretació llibertària de la historia" eina pròpia de l'anarquista, que per a ell havia de fer contrapès al materialisme històric marxista. Leval iniciaria una revisió sobre els grans problemes que planteja l'anarquisme, rebutjant enquadrar a aquest dins d'esquemes tancats, i allunyant-se d'interpretacions simplistes. Leval planteja el fet que la revolució és una cosa seriosa i que no es pot seguir improvisant la reconstrucció social amb romanticisme; cal llavors un pla constructiu partint de les realitats socials.
| «              | Parteix d'una doble desconfiança, enfront de la pretensió de traçar criteris rígids per a la revolució i enfront del no menys perillós desconeixement dels seus problemes. […] Per això, entenc que avui no s'ha d'escriure abstractament, ni fer novel·la revolucionària, amb programes o motlles que són panacees universals impossibles que corren el perill d'impregnar de falsos conceptes als qui se'n fien. És potser més difícil treballar sobre la realitat, però és segurament més profitós. | » |
| — Gaston Leval | |   |

## Obres
- Infancia en Cruz, Valencia, Ed. Estudios, 1933.
- Espagne libertaire - 36-39, publicat el 1971, reprès el 1983 per Éditions du Monde Libertaire i reeditat en 2002 per éditions TOPS-H.Trinquier (ISBN 2-912339-21-9).
- L'indispensable révolution. L'émancipation de l'Homme par le socialisme libertaire, Éditions du Libertaire, 1948, 285 p.
- L'État dans l'histoire, Éditions du Monde Libertaire, 299 p.